# Especificació lagrangiana
En les teories clàssiques de camp, l'especificació lagrangiana del camp de flux és una manera de mirar el moviment del fluid on l'observador segueix una parcel·la de fluid individual mentre es mou a través de l'espai i el temps. El dibuix de la posició d'una parcel·la individual a través del temps dona la línia de ruta de la parcel·la. Això es pot visualitzar com assegut en un vaixell i derivant per un riu.
L'especificació C del camp de flux és una manera de veure el moviment del fluid que se centra en llocs específics de l'espai per on flueix el fluid a mesura que passa el temps. Això es pot visualitzar assegut a la riba d'un riu i observant com l'aigua passa per la ubicació fixa.
Les especificacions lagrangianes i eulerianas del camp de flux de vegades es denoten de manera vaga com el marc de referència lagrangià i eulerià. Tanmateix, en general, tant l'especificació lagrangiana com euleriana del camp de flux es poden aplicar en qualsevol marc de referència de l'observador, i en qualsevol sistema de coordenades utilitzat dins del marc de referència escollit.
Aquestes especificacions es reflecteixen en la dinàmica de fluids computacional, on les simulacions "Euleriana" utilitzen una malla fixa mentre que les "Lagrangianes" (com les simulacions sense malla) presenten nodes de simulació que es poden moure seguint el camp de velocitat.
En l' especificació euleriana d'un camp, el camp es representa en funció de la posició x i del temps t. Per exemple, la velocitat del flux es representa amb una funció:{\displaystyle \mathbf {u} \left(\mathbf {x} ,t\right).}D'altra banda, a l'especificació lagrangiana, les parcel·les fluides individuals es segueixen al llarg del temps. Les parcel·les fluides estan etiquetades per algun camp vectorial (independent del temps) x0. (Sovint, s'escull x0 per ser la posició del centre de massa de les parcel·les en algun moment inicial t0. S'escull d'aquesta manera particular per tenir en compte els possibles canvis de la forma al llarg del temps. Per tant, el centre de massa és una bona parametrització de la velocitat de flux u de la parcel·la). A la descripció lagrangiana, el flux es descriu per una funció:{\displaystyle \mathbf {X} \left(\mathbf {x} _{0},t\right),}donant la posició de la partícula etiquetada x0 en el temps t. Les dues especificacions estan relacionades de la següent manera:{\displaystyle \mathbf {u} \left(\mathbf {X} (\mathbf {x} _{0},t),t\right)={\frac {\partial \mathbf {X} }{\partial t}}\left(\mathbf {x} _{0},t\right),}perquè ambdós costats descriuen la velocitat de la partícula etiquetada x0 en el temps t.
Dins d'un sistema de coordenades escollit, x0 i x s'anomenen coordenades lagrangianes i coordenades eulerianes del flux respectivament.